# Cymopterus coulteri
Cymopterus coulteri är en flockblommig växtart som först beskrevs av John Merle Coulter och Joseph Nelson Rose, och fick sitt nu gällande namn av Marcus Eugene Jones. Cymopterus coulteri ingår i släktet Cymopterus och familjen flockblommiga växter. Inga underarter finns listade i Catalogue of Life.